# Metoponitys testudinea
Metoponitys testudinea är en insektsart som beskrevs av Hesse 1925. Metoponitys testudinea ingår i släktet Metoponitys och familjen Eurybrachidae. Inga underarter finns listade i Catalogue of Life.